# Hermann Frobenius
Hermann Theodor Wilhelm Frobenius, född 6 oktober 1841, död 1916, var en tysk ingenjörsofficer och författare.
Frobenius blev officer 1863, major 1887 och för fästningsbyggnadsskolan i Berlin 1888. 1891 erhöll han avsked ur aktiv tjänst. Frobenius, som deltog i utbyggandet av flera tyska fästningar, ägnade sig efter 1891 huvudsakligen åt militär författarverksamhet. Särskilt uppseende väckte hans våren 1914 i massupplagor spridda krigsprofetia Des deutschen Reiches Schicksalstunde.